# Schillerhöhe (Marbach am Neckar)

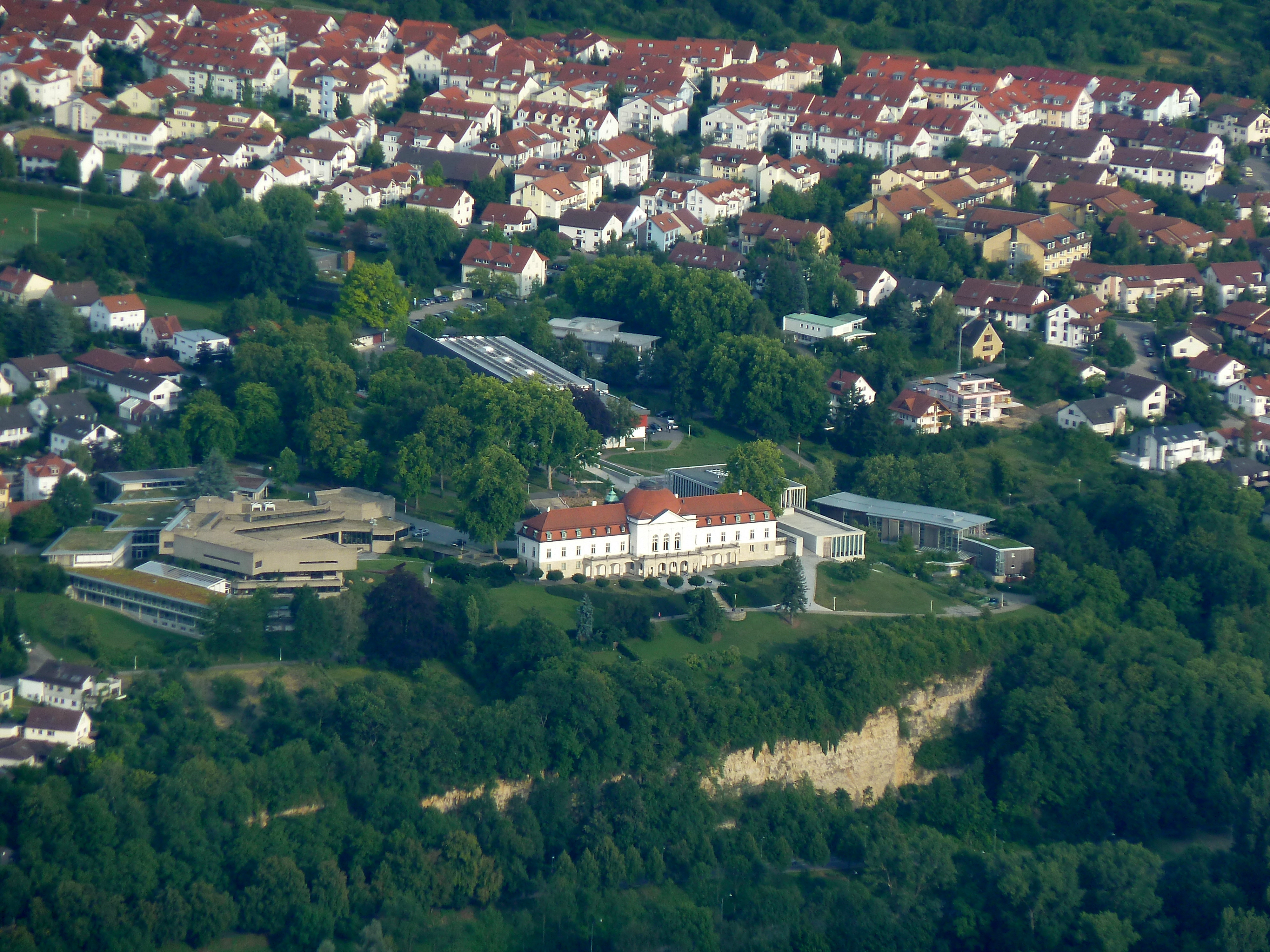
Die Schillerhöhe

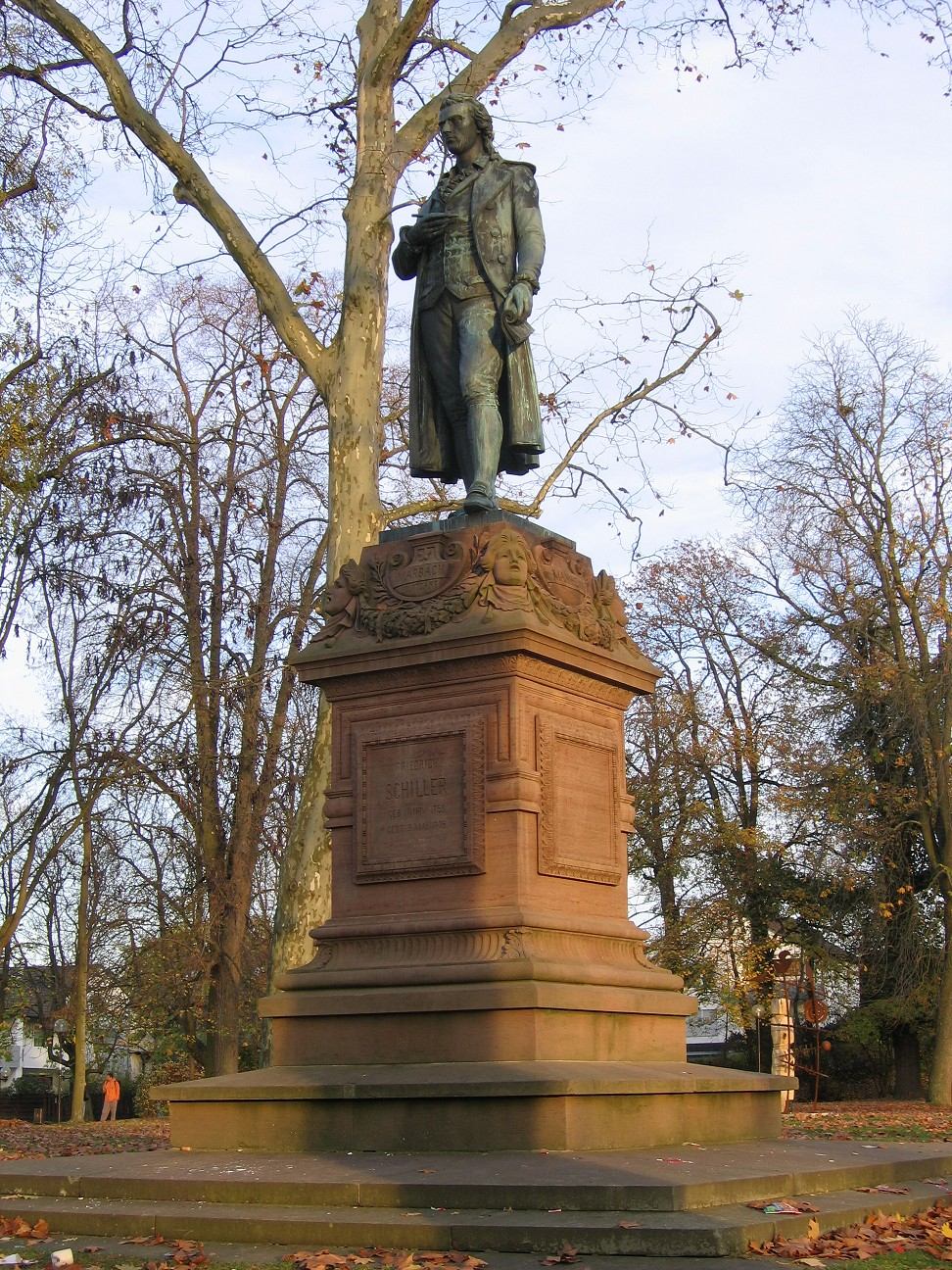
Denkmal für Friedrich Schiller auf der Schillerhöhe

Die Schillerhöhe ist ein Park- und Museenareal in der Nähe des Zentrums der Stadt Marbach am Neckar. Sie ist benannt nach dem berühmtesten Sohn der Stadt, Friedrich Schiller. Neben dem Deutschen Literaturarchiv, dem Schiller-Nationalmuseum, dem Literaturmuseum der Moderne und der Marbacher Stadthalle befindet sich auf der Schillerhöhe das Denkmal des deutschen Dichters des Sturm und Drang und der Klassik. Das mit Blick auf das Schiller-Nationalmuseum und die Neckarauen aufgestellte Schillerdenkmal ist alljährlich das Zentrum der Feierlichkeiten zum Jahrestag von Schillers Geburtstag am 10. November.
Die Schillerhöhe wurde in den Jahren 1836 bis 1840 durch die Einwohner Marbachs auf einer Anhöhe südlich (und damals außerhalb) der Stadt angelegt. Marbach hoffte, in dem Park das damals geplante Schillerdenkmal aufstellen zu können, um das sich ein Streit zwischen Marbach und der Residenzstadt Stuttgart entsponnen hatte. Marbach machte sein Recht als Geburtsort Schillers geltend, Stuttgart betrachtete sich als die geistige Heimat des Dichters. Stuttgart setzte sich durch, 1839 wurde das noch heute bestehende Schillerdenkmal auf dem dortigen Schillerplatz errichtet. So wuchs in der Geburtsstadt Schillers Befremden über diese „Aneignung“ aus Stuttgart. Erst 1876 konnte auch auf der Marbacher Schillerhöhe ein Denkmal nach dem Entwurf von Ernst Rau enthüllt werden.
1903 wurde auf der Schillerhöhe das Schiller-Nationalmuseum erbaut, bis heute eines der Wahrzeichen von Marbach am Neckar. Dem Stuttgarter Schloss Solitude nachempfunden, schmiegt es sich in die Landschaft der Neckarauen und des Parks der Schillerhöhe und bietet einerseits feste und wechselnde Kabinettausstellungen zu den Schwäbischen Dichtergrößen, bestückt aus den Beständen des Deutschen Literaturarchivs: Ludwig Uhland, Friedrich Hölderlin, Christoph Martin Wieland, Justinus Kerner, Wilhelm Hauff, Gustav Schwab, um neben Schiller nur einige zu nennen. Andererseits gab und gibt es große jährliche Themenausstellungen, z. B. zum Expressionismus, Theodor Fontane, Rainer Maria Rilke, und 2005 zum Schillerjahr Götterpläne und Mäusegeschäfte – Schiller 1759–1805.

Logo an der Stadthalle

Mit der Errichtung der Stadthalle in den fünfziger und dem Hermann-Zanker-Bad in den sechziger Jahren wurde die Schillerhöhe zum Volkspark. Um das Schillerdenkmal entstand der Stadtpark, ein mit Kastanien bepflanztes Grünareal, das Denkmal und Museum in ein würdiges Ensemble versetzte.
In den späten 1970er Jahren wurden die an die Schillerhöhe angrenzenden brachliegenden Gebiete zum Baugebiet Marbach-Süd vereint und besiedelt, seitdem ist der Park „Schillerhöhe“ beliebtes Naherholungsgebiet.
1986 wurde in der Nähe des Stadtparks Schillerhöhe das Seniorenstift Schillerhöhe eröffnet, wohl eines der renommiertesten und angesehensten Alten- und Pflegeheime in Baden-Württemberg. Etwa 120 Bewohner finden hier ihre Wohnstätte "zwischen Tradition und Gegenwart".
Heute ist die Schillerhöhe auch Treffpunkt der Jugend, jedoch vor allem beliebtes Ausflugsziel von Touristen aus ganz Baden-Württemberg. Die liebevoll gestaltete Parklandschaft und die passend eingebetteten Museen wurden 2006 durch das Literaturmuseum der Moderne ergänzt. Im Stile eines überdimensionalen Bibliothekenregales gibt es Schiller-Nationalmuseum und Deutschem Literaturarchiv die Gelegenheit, zusätzliche gegenwartsbezogene Ausstellungen und Dauerexponate zu präsentieren.